# Märta Strömberg
Märta Linnéa Ingeborg Strömberg, född Magnusson den 7 november 1921 i Uddevalla, död 3 februari 2012 i Lund, var en svensk arkeolog.
Märta Strömberg studerade arkeologi vid Lunds universitet och avlade filosofie kandidatexamen 1943, filosofisk ämbetsexamen 1945 och filosofie licentiatexamen 1949. Hennes doktorsavhandling från 1961 behandlade den yngre järnålderns bebyggelse i Skåne. Idén till avhandlingsarbetet väcktes i samband med en undersökning av boplatslämningar från yngre järnålder vid Stockholmsgården i Valleberga socken på Österlen, ett område som hon sedan kom att utforska inom ramen för det så kallade Hagestadprojektet. Märta Strömberg var sedan anställd vid Institutionen för arkeologi vid Lunds universitet under många år, först som förste amanuens och assistent, senare som universitetslektor.
Märta Strömberg författade en rad böcker och artiklar om sten-, brons- och järnålder i Skåne. Det ovan nämnda Hagestadprojektet inleddes på 1960-talet. Inom ramen för detta undersökte hon förhistoriska lämningar i några socknar på Österlen, framförallt byarna Hagestad, Valleberga och Ingelstorp, och studerade bygden i ett långtidsperspektiv. Undersökningarna har berört såväl megalitgravar och gravfält från sten-, brons- och järnålder som boplatslämningar. Många av undersökningarna har presenterats i populär form för en bredare publik. År 1978 tilldelades hon professors namn och 2002 Monteliusmedaljen.
Märta Strömberg var från 1949 gift med professor Håkan Strömberg (1917–2002). De är begravna på Östra kyrkogården i Lund.